# John Furey
John Furey (13 de abril de 1951) é um ator norte-americano de cinema e televisão.

## Vida e carreira
Furey começou a atuar na televisão em meados da década de 1970, aparecendo em episódios de sitcoms, séries de ação e soap operas. Uma de suas participações mais notáveis foi na série dramática The Waltons, no papel do soldado Stewart. Em 1981, ele foi escalado para interpretar Paul Holt, um monitor de acampamento e protagonista no filme de terror Friday the 13th Part 2, trabalho pelo qual é mais conhecido. Desde então, ele atuou em poucas produções cinematográficas, mas continuou aparecendo regularmente em programas televisivos.
Em 1998, ele participou de alguns episódios da soap opera diurna All My Children, interpretando um vilão. Ao longo das décadas de 2000 e 2010, atuou em episódios de várias séries, incluindo The Mentalist, Switched at Birth e Queer as Folk, na qual interpretou o personagem recorrente Craig Taylor, pai do protagonista Justin. Furey voltou ao cinema em Mutant on the Bounty, lançado em 1988. Posteriormente, suas raras aparições em filmes limitaram-se a produções de baixo orçamento, tais como Land of the Free (1998) e Black Thunder (1998), estrelada por Michael Dudikoff e lançada diretamente em vídeo. É casado com a atriz Denise Galik.

## Filmografia parcial

### Cinema
| Ano  | Título                                                         | Papel             | Notas              | Ref.  |
| ---- | -------------------------------------------------------------- | ----------------- | ------------------ | ----- |
| 1980 | Island Claws                                                   | Chuck             |                    | [ 4 ] |
| 1981 | Friday the 13th Part 2                                         | Paul Holt         |                    | [ 5 ] |
| 1982 | Friday the 13th Part 3                                         | Paul Holt         | Imagens de arquivo | [ 5 ] |
| 1984 | Friday the 13th: The Final Chapter                             | Paul Holt         | Imagens de arquivo | [ 5 ] |
| 1989 | Mutant on the Bounty                                           | Dag               |                    | [ 1 ] |
| 1994 | The Skateboard Kid II                                          | Raymond Curtis    |                    | [ 6 ] |
| 1995 | The Wolves                                                     | Connors           |                    | [ 1 ] |
| 1998 | Land of the Free                                               | Agente Luckenbill |                    | [ 1 ] |
| 1997 | Black Thunder                                                  | Moore             |                    | [ 5 ] |
| 2003 | El misterio Galíndez                                           | Norman Radcliffe  |                    | [ 1 ] |
| 2003 | Alien Tracker                                                  | Rhee              |                    | [ 4 ] |
| 2013 | Crystal Lake Memories: The Complete History of Friday the 13th | Ele mesmo         | Documentário       | [ 4 ] |

### Televisão
| Ano       | Título                                          | Papel                    | Notas                                      | Ref.   |
| --------- | ----------------------------------------------- | ------------------------ | ------------------------------------------ | ------ |
| 1977      | Just a Little Inconvenience                     | Bartender                | Telefilme                                  | [ 5 ]  |
| 1980      | The Waltons                                     | Stewart                  | Episódio: "The Furlough"                   | [ 7 ]  |
| 1980      | Lou Grant                                       | Geoffrey McAdams         | Episódio: "Nightside"                      | [ 8 ]  |
| 1983      | Cheers                                          | Larry                    | Episódio: "The Boys in the Bar"            | [ 7 ]  |
| 1983-1988 | Hotel                                           | Wayne Holtz              | 2 episódios                                | [ 1 ]  |
| 1985      | Murder, She Wrote                               | Larry King               | Episódio: "Tough Guys Don't Die"           | [ 9 ]  |
| 1986      | T.J. Hooker                                     | Charlie                  | Episódio: "The Obsession"                  | [ 7 ]  |
| 1987      | Designing Women                                 | Trevor                   | Episódio: "Cruising"                       | [ 10 ] |
| 1988      | Who's the Boss?                                 | Juiz Hamilton            | Quinta temporada                           | [ 2 ]  |
| 1990      | Father Dowling Mysteries                        | Mark Tannen              | Episódio: "The Movie Mystery"              | [ 7 ]  |
| 1990      | Guess Who's Coming for Christmas?               | Michael                  | Telefilme                                  | [ 1 ]  |
| 1991      | Matlock                                         | Matt Grayson             | Episódio: "The Parents                     | [ 7 ]  |
| 1996      | High Incident                                   | Duane Jensen             | Episódio: "Nobody Walks in El Camino"      | [ 11 ] |
| 1996      | An Unfinished Affair                            | Detetive Wright          | Telefilme                                  | [ 6 ]  |
| 1996      | ER                                              | Jason                    | Episódio: "John Carter, M.D."              | [ 6 ]  |
| 1998      | Pensacola: Wings of Gold                        | Kerwood                  | Episódio: "Company Town"                   | [ 6 ]  |
| 1998      | All My Children                                 | Lee Hawkins              | Papel recorrente                           | [ 1 ]  |
| 1998      | NYPD Blue                                       | Dave Houston             | Episódio: "Czech Bouncer"                  | [ 7 ]  |
| 2000      | Walker, Texas Ranger                            | Franklin                 | Episódio: "Justice Delayed"                | [ 7 ]  |
| 2000      | The Pretender                                   | Ted Wright               | Episódio: "Corn Man A Coming"              | [ 12 ] |
| 2000      | Gene Roddenberry's Earth: Final Conflict        | Lt. Roberts              | Episódio: "Phantom Companion"              | [ 7 ]  |
| 2001      | And Never Let Her Go                            | Louis Capano             | Telefilme                                  | [ 6 ]  |
| 2001      | Rough Air: Danger on Flight 534                 | Detetive Kevin Muldoon   | Telefilme                                  | [ 1 ]  |
| 2001-2005 | Queer as Folk                                   | Craig Taylor             | Papel recorrente                           | [ 1 ]  |
| 2002      | A Killing Spring                                | Reed Gallagher           | Telefilme                                  | [ 6 ]  |
| 2003      | Law & Order: Criminal Intent                    | Michael Koehler          | Episódio: "Sound Bodies"                   | [ 7 ]  |
| 2005      | Judging Amy                                     | George St. Clair         | Sexta temporada                            | [ 2 ]  |
| 2005      | CSI: Crime Scene Investigation                  | Gabe Miller              | Episódio: "Big Middle"                     | [ 7 ]  |
| 2006      | A Little Thing Called Murder                    | Lt. Harold Evans         | Telefilme                                  | [ 6 ]  |
| 2006      | Flight 93                                       | Controlador de Cleveland | Telefilme                                  | [ 13 ] |
| 2006      | Monk                                            | Dennis                   | Episódio: "Mr. Monk and the Class Reunion" | [ 7 ]  |
| 2006      | The Perfect Suspect                             | Det. Gibson              | Telefilme                                  | [ 4 ]  |
| 2009      | His Name Was Jason: 30 Years of Friday the 13th | Ele mesmo                | Teledocumentário                           | [ 4 ]  |
| 2011      | The Mentalist                                   | Smarmy Man               | Episódio: "Every Rose Has Its Thorns"      | [ 7 ]  |
| 2013      | Enlightened                                     | Howell                   | Episódio: "Higher Power"                   | [ 14 ] |